# Coongie Lakes
Les Coongie Lakes (en français : lacs Coongie), sont un système de zones humides d'eau douce situé dans la région de l'Extrême-Nord de l'Australie-Méridionale. 
Le réseau de lacs couvre 21 790 kilomètres carrés  et est situé à environ 1 046 kilomètres au nord du centre-ville d'Adélaïde. Les zones humides comprennent des lacs, des canaux, des billabongs, des plaines inondables peu profondes, des deltas et des marécages interdunaires. Elles se trouvent dans le lit majeur de la Cooper Creek, une rivière éphémère coulant à travers un paysage désertique dans le bassin du lac Eyre qui, après de grandes inondations occasionnelles, se jette rarement dans le lac. Le système de zones humides a été reconnu à la fois comme étant d'importance internationale par sa désignation en vertu de la convention de Ramsar avec une inscription le 15 juin 1987 et comme étant d'importance nationale en Australie avec une inscription dans A Directory of Important Wetlands in Australia (DIWA). Son étendue comprend la ville régionale d'Innamincka, le parc national des lacs Malkumba-Coongie, la réserve régionale d'Innamincka, la réserve régionale de Strzelecki et la zone importante pour les oiseaux des lacs Coongie.

## Description
Les lacs Coongie sont situés dans le coin nord-est de l'Australie-Méridionale à environ 1 046 kilomètres au nord du centre-ville d'Adélaïde. À des fins de gestion, le système de zones humides a été doté d'une limite de forme triangulaire. Le sommet nord du triangle est près du lac Moorayepe, le sommet sud-ouest est près de Marion Hill au sud et le sommet est coïncide avec la frontière entre l'Australie du Sud et le Queensland, à l'est immédiat de la ville d'Innamincka. La superficie des terres à l'intérieur des limites est de 21 790 kilomètres carrés.
Le régime foncier est un mélange de terres de la Couronne, de baux pastoraux et d'aires protégées. La région environnante est aride et a une très faible densité de population humaine ; elle est principalement utilisée pour le pâturage du bétail, ainsi que pour la production de pétrole et de gaz, et devient de plus en plus importante pour le tourisme. Certaines des zones humides ne se remplissent qu'en de rares occasions ; certaines contiennent de l'eau pendant une courte période après des inondations périodiques, tandis que d'autres sont permanentes ou presque permanentes. La zone se trouve sur les terres traditionnelles des peuples Yandruwandha, Yawarrawarrka (en), Ngamini (en) et Diyari (en).

## Faunes et flores
Les rives et les zones périodiquement inondées du système de zones humides de Cooper Creek et des lacs Coongie sont végétalisées par des eucalyptus camaldulensis et des eucalyptus coolabah, souvent avec un sous-étage dense de fourrés de lignum. Les plaines de reg adjacentes sont peu couvertes d'herbe de Mitchell, tandis que le pays des dunes abrite des espèces de Dodonaea, d'acacia des dunes et de zygochloa paradoxa.
Les inondations majeures, généralement provoquées par de fortes pluies dans l'ouest du Queensland, initient une période de croissance rapide et opportuniste des plantes et un afflux d'animaux sauvages, en particulier d'un grand nombre d'oiseaux aquatiques tels que les canards, les cormorans, les pélicans, les ibis, les spatules, les hérons et les échassiers qui se regroupent pour se nourrir et se reproduire avant de se disperser à mesure que les eaux se retirent. 
Les mammifères présents dans la région comprennent les kangourous roux, les dingos et, dans les zones humides, les rakalis. Il existe également une variété de grenouilles et de reptiles, y compris le taïpan du désert. 

## Aire protégée

### Gouvernement de l'Australie
Le système de zones humides est reconnu à la fois au niveau international dans le cadre de la convention de Ramsar et en Australie avec une liste identique dans A Directory of Important Wetlands in Australia (DIWA). Elle a été répertoriée le 15 juin 1987 en tant que site Ramsar 376 alors qu'elle était répertoriée dans DIWA avant 1995. Alors que la convention de Ramsar est une obligation conventionnelle du gouvernement australien, la compétence pour la gestion du système des zones humides incombe à l'agence gouvernementale sud-australienne, le département de l'Environnement, de l'Eau et des Ressources naturelles,,,.

### Gouvernement sud-australien
Les aires protégées suivantes proclamées en vertu de la loi de 1972 sur les parcs nationaux et la faune (SA) existent entièrement ou partiellement dans l'étendue du système de zones humides : la réserve régionale d'Innamincka, le parc national des lacs Malkumba-Coongie et la réserve régionale de Strzelecki.

### Dispositions non statutaires
Une zone de 593,2 kilomètres carrés située au nord du système de zones humides et qui est spécifiquement associée à un certain nombre de plans d'eau a été identifiée comme une zone importante pour la conservation des oiseaux par Birdlife International car elle abrite « plus de 1 % de les populations mondiales de 12 espèces d'oiseaux d'eau et d'oiseaux de rivage » ainsi que « les populations de la bécassine peinte australienne vulnérable, le canard à bec bleu quasi menacé, l'amytis de l'Eyre à aire de répartition restreinte et cinq espèces restreintes au biome aride ».